# International Champions Cup 2014
International Champions Cup 2014 var den andra säsongen av den årliga vänskapsturneringen International Champions Cup.

## Resultat

### Grupp A
| Nr | Lag ( )           | S | V | O | F | GM | IM | MS | P |
| -- | ----------------- | - | - | - | - | -- | -- | -- | - |
| 1  | Manchester United | 3 | 3 | 0 | 0 | 6  | 3  | +3 | 8 |
| 2  | AC Milan          | 3 | 2 | 0 | 1 | 3  | 1  | +2 | 6 |
| 3  | Roma              | 3 | 1 | 0 | 2 | 3  | 5  | −2 | 3 |
| 4  | Real Madrid       | 3 | 0 | 0 | 3 | 2  | 5  | −3 | 1 |

#### Matcher
|             | 26 juli 2014 | Manchester United                            | 3 – 2           | Roma                                          | Sports Authority Field at Mile High                                                |                                                                                    |
| 18:30 UTC−6 | 18:30 UTC−6  | Wayne Rooney 36′, 45+1′ (str.) Juan Mata 39′ | (3 – 0) Rapport | 75′ Miralem Pjanić 89′ (str.) Francesco Totti | Denver, Colorado, USA Publik: 54 117<refname="MUROM"/> Domare: Allen Chapman (USA) | Denver, Colorado, USA Publik: 54 117<refname="MUROM"/> Domare: Allen Chapman (USA) |
| 18:30 UTC−6 | 18:30 UTC−6  |                                              |                 |                                               | Denver, Colorado, USA Publik: 54 117<refname="MUROM"/> Domare: Allen Chapman (USA) | Denver, Colorado, USA Publik: 54 117<refname="MUROM"/> Domare: Allen Chapman (USA) |
| 18:30 UTC−6 | 18:30 UTC−6  |                                              |                 |                                               | Denver, Colorado, USA Publik: 54 117<refname="MUROM"/> Domare: Allen Chapman (USA) | Denver, Colorado, USA Publik: 54 117<refname="MUROM"/> Domare: Allen Chapman (USA) |

|             | 26 juli 2014 | Real Madrid                                                | 1 – 1                      | Inter                                                           | California Memorial Stadium                                                             |                                                                                         |
| 15:00 UTC−6 | 15:00 UTC−6  | Gareth Bale 10′                                            | (1 – 0) Rapport            | 68′ (str.) Mauro Icardi                                         | Berkeley, Kalifornien, USA Publik: 62 583<refname=RMINT/> Domare: Ricardo Salazar (USA) | Berkeley, Kalifornien, USA Publik: 62 583<refname=RMINT/> Domare: Ricardo Salazar (USA) |
| 15:00 UTC−6 | 15:00 UTC−6  |                                                            |                            |                                                                 | Berkeley, Kalifornien, USA Publik: 62 583<refname=RMINT/> Domare: Ricardo Salazar (USA) | Berkeley, Kalifornien, USA Publik: 62 583<refname=RMINT/> Domare: Ricardo Salazar (USA) |
| 15:00 UTC−6 | 15:00 UTC−6  | Isco Lucas Vázquez Nacho Asier Illarramendi Omar Mascarell | Straffsparksläggning 2 – 3 | Nemanja Vidić Yuto Nagatomo Yann M'Vila Juan Jesus Mauro Icardi | Berkeley, Kalifornien, USA Publik: 62 583<refname=RMINT/> Domare: Ricardo Salazar (USA) | Berkeley, Kalifornien, USA Publik: 62 583<refname=RMINT/> Domare: Ricardo Salazar (USA) |

|             | 29 juli 2014 | Manchester United                                                         | 0 – 0                      | Inter                                                  | FedExField                                                                             |                                                                                        |
| 19:00 UTC−4 | 19:00 UTC−4  |                                                                           | Rapport                    |                                                        | Landover, Maryland, USA Publik: 61 283<refname="MUINT"/> Domare: Edvin Jurisevic (USA) | Landover, Maryland, USA Publik: 61 283<refname="MUINT"/> Domare: Edvin Jurisevic (USA) |
| 19:00 UTC−4 | 19:00 UTC−4  |                                                                           |                            |                                                        | Landover, Maryland, USA Publik: 61 283<refname="MUINT"/> Domare: Edvin Jurisevic (USA) | Landover, Maryland, USA Publik: 61 283<refname="MUINT"/> Domare: Edvin Jurisevic (USA) |
| 19:00 UTC−4 | 19:00 UTC−4  | Ashley Young Javier Hernández Tom Cleverley Shinji Kagawa Darren Fletcher | Straffsparksläggning 5 – 3 | Fredy Guarín Yann M'Vila Saphir Taïder Marco Andreolli | Landover, Maryland, USA Publik: 61 283<refname="MUINT"/> Domare: Edvin Jurisevic (USA) | Landover, Maryland, USA Publik: 61 283<refname="MUINT"/> Domare: Edvin Jurisevic (USA) |

|             | 29 juli 2014 | Real Madrid | 0 – 1           | Roma                | Cotton Bowl                                                                       |                                                                                   |
| 20:15 UTC−5 | 20:15 UTC−5  |             | (0 – 0) Rapport | 58′ Francesco Totti | Dallas, Texas, USA Publik: 57 512<refname="RMROM"/> Domare: Drew Fischer (Kanada) | Dallas, Texas, USA Publik: 57 512<refname="RMROM"/> Domare: Drew Fischer (Kanada) |
| 20:15 UTC−5 | 20:15 UTC−5  |             |                 |                     | Dallas, Texas, USA Publik: 57 512<refname="RMROM"/> Domare: Drew Fischer (Kanada) | Dallas, Texas, USA Publik: 57 512<refname="RMROM"/> Domare: Drew Fischer (Kanada) |
| 20:15 UTC−5 | 20:15 UTC−5  |             |                 |                     | Dallas, Texas, USA Publik: 57 512<refname="RMROM"/> Domare: Drew Fischer (Kanada) | Dallas, Texas, USA Publik: 57 512<refname="RMROM"/> Domare: Drew Fischer (Kanada) |

|             | 2 augusti 2014 | Inter                               | 2 – 0           | Roma | Lincoln Financial Field                        |                                                |
| 18:30 UTC−4 | 18:30 UTC−4    | Nemanja Vidić 45′ Yuto Nagatomo 69′ | (1 – 0) Rapport |      | Philadelphia, Pennsylvania, USA Publik: 12 169 | Philadelphia, Pennsylvania, USA Publik: 12 169 |
| 18:30 UTC−4 | 18:30 UTC−4    |                                     |                 |      | Philadelphia, Pennsylvania, USA Publik: 12 169 | Philadelphia, Pennsylvania, USA Publik: 12 169 |
| 18:30 UTC−4 | 18:30 UTC−4    |                                     |                 |      | Philadelphia, Pennsylvania, USA Publik: 12 169 | Philadelphia, Pennsylvania, USA Publik: 12 169 |

|             | 2 augusti 2013 | Manchester United                          | 3 – 1           | Real Madrid            | Michigan Stadium                                                                        |                                                                                         |
| 16:06 UTC−4 | 16:06 UTC−4    | Ashley Young 20′, 37′ Javier Hernández 80′ | (2 – 1) Rapport | 27′ (str.) Gareth Bale | Ann Arbor, Michigan, USA Publik: 109 318<refname="MURM"/> Domare: Hilario Grajeda (USA) | Ann Arbor, Michigan, USA Publik: 109 318<refname="MURM"/> Domare: Hilario Grajeda (USA) |
| 16:06 UTC−4 | 16:06 UTC−4    |                                            |                 |                        | Ann Arbor, Michigan, USA Publik: 109 318<refname="MURM"/> Domare: Hilario Grajeda (USA) | Ann Arbor, Michigan, USA Publik: 109 318<refname="MURM"/> Domare: Hilario Grajeda (USA) |
| 16:06 UTC−4 | 16:06 UTC−4    |                                            |                 |                        | Ann Arbor, Michigan, USA Publik: 109 318<refname="MURM"/> Domare: Hilario Grajeda (USA) | Ann Arbor, Michigan, USA Publik: 109 318<refname="MURM"/> Domare: Hilario Grajeda (USA) |

### Grupp B

#### Tabell
| Nr | Lag ( )         | S | V | O | F | GM | IM | MS | P |
| -- | --------------- | - | - | - | - | -- | -- | -- | - |
| 1  | Liverpool       | 3 | 3 | 0 | 0 | 5  | 2  | +3 | 8 |
| 2  | Olympiakos      | 3 | 2 | 0 | 1 | 5  | 3  | +2 | 5 |
| 3  | Manchester City | 3 | 1 | 0 | 2 | 9  | 5  | +4 | 5 |
| 4  | AC Milan        | 3 | 0 | 0 | 3 | 1  | 10 | −9 | 0 |

#### Matcher
|             | 24 juli 2014 | Olympiakos                                                               | 3 – 0           | AC Milan | BMO Field                                                                                   |                                                                                             |
| 20:00 UTC−4 | 20:00 UTC−4  | Alejandro Domínguez 16′ Dimitris Diamantakos 49′ Andreas Bouchalakis 77′ | (1 – 0) Rapport |          | Toronto, Ontario, Kanada Publik: 10 603<refname="OLYMIL"/> Domare: Silviu Petrescu (Kanada) | Toronto, Ontario, Kanada Publik: 10 603<refname="OLYMIL"/> Domare: Silviu Petrescu (Kanada) |
| 20:00 UTC−4 | 20:00 UTC−4  |                                                                          |                 |          | Toronto, Ontario, Kanada Publik: 10 603<refname="OLYMIL"/> Domare: Silviu Petrescu (Kanada) | Toronto, Ontario, Kanada Publik: 10 603<refname="OLYMIL"/> Domare: Silviu Petrescu (Kanada) |
| 20:00 UTC−4 | 20:00 UTC−4  |                                                                          |                 |          | Toronto, Ontario, Kanada Publik: 10 603<refname="OLYMIL"/> Domare: Silviu Petrescu (Kanada) | Toronto, Ontario, Kanada Publik: 10 603<refname="OLYMIL"/> Domare: Silviu Petrescu (Kanada) |

|             | 27 juli 2014 | AC Milan           | 1 – 5           | Manchester United                                                                | Heinz Field                                                                                    |                                                                                                |
| 16:00 UTC−4 | 16:00 UTC−4  | Sulley Muntari 42′ | (1 – 4) Rapport | 12′, 58′ Stevan Jovetić 14′ Scott Sinclair 23′ Jesús Navas 26′ Kelechi Iheanacho | Pittsburgh, Pennsylvania, USA Publik: 34 347<refname="MILMU"/> Domare: Armando Villareal (USA) | Pittsburgh, Pennsylvania, USA Publik: 34 347<refname="MILMU"/> Domare: Armando Villareal (USA) |
| 16:00 UTC−4 | 16:00 UTC−4  |                    |                 |                                                                                  | Pittsburgh, Pennsylvania, USA Publik: 34 347<refname="MILMU"/> Domare: Armando Villareal (USA) | Pittsburgh, Pennsylvania, USA Publik: 34 347<refname="MILMU"/> Domare: Armando Villareal (USA) |
| 16:00 UTC−4 | 16:00 UTC−4  |                    |                 |                                                                                  | Pittsburgh, Pennsylvania, USA Publik: 34 347<refname="MILMU"/> Domare: Armando Villareal (USA) | Pittsburgh, Pennsylvania, USA Publik: 34 347<refname="MILMU"/> Domare: Armando Villareal (USA) |

|             | 27 juli 2014 | Liverpool          | 1 – 0           | Olympiakos | Soldier Field                                                                             |                                                                                           |
| 17:00 UTC−5 | 17:00 UTC−5  | Raheem Sterling 6′ | (1 – 0) Rapport |            | Chicago, Illinois, USA Publik: 36 170<refname="LIVOLY"/> Domare: Jose Carlos Rivero (USA) | Chicago, Illinois, USA Publik: 36 170<refname="LIVOLY"/> Domare: Jose Carlos Rivero (USA) |
| 17:00 UTC−5 | 17:00 UTC−5  |                    |                 |            | Chicago, Illinois, USA Publik: 36 170<refname="LIVOLY"/> Domare: Jose Carlos Rivero (USA) | Chicago, Illinois, USA Publik: 36 170<refname="LIVOLY"/> Domare: Jose Carlos Rivero (USA) |
| 17:00 UTC−5 | 17:00 UTC−5  |                    |                 |            | Chicago, Illinois, USA Publik: 36 170<refname="LIVOLY"/> Domare: Jose Carlos Rivero (USA) | Chicago, Illinois, USA Publik: 36 170<refname="LIVOLY"/> Domare: Jose Carlos Rivero (USA) |

|             | 30 juli 2014 | Manchester City                                             | 2 – 2                      | Liverpool                                              | Yankee Stadium                                                                            |                                                                                           |
| 18:30 UTC−4 | 18:30 UTC−4  | Stevan Jovetić 53′, 67′                                     | (0 – 0) Rapport            | 59′ Jordan Henderson 85′ Raheem Sterling               | New York, New York, USA Publik: 49 653<refname="MCLIV"/> Domare: Silviu Petrescu (Kanada) | New York, New York, USA Publik: 49 653<refname="MCLIV"/> Domare: Silviu Petrescu (Kanada) |
| 18:30 UTC−4 | 18:30 UTC−4  |                                                             |                            |                                                        | New York, New York, USA Publik: 49 653<refname="MCLIV"/> Domare: Silviu Petrescu (Kanada) | New York, New York, USA Publik: 49 653<refname="MCLIV"/> Domare: Silviu Petrescu (Kanada) |
| 18:30 UTC−4 | 18:30 UTC−4  | Aleksandar Kolarov Yaya Touré Jesús Navas Kelechi Iheanacho | Straffsparksläggning 1 – 3 | Daniel Sturridge Emre Can Jordan Henderson Lucas Leiva | New York, New York, USA Publik: 49 653<refname="MCLIV"/> Domare: Silviu Petrescu (Kanada) | New York, New York, USA Publik: 49 653<refname="MCLIV"/> Domare: Silviu Petrescu (Kanada) |

|             | 2 augusti 2014 | Olympiakos | 2 – 2                      | Manchester City                                                                                        | TCF Bank Stadium                                             |                                                              |
| 14:00 UTC−5 | 14:00 UTC−5    | Dimitris Diamantakos 37′, 66′ | (1 – 1) Rapport            | 35′ Stevan Jovetić 89′ (str.) Aleksandar Kolarov                                                       | Minneapolis, Minnesota, USA Publik: 34 047<refname="OLYMC"/> | Minneapolis, Minnesota, USA Publik: 34 047<refname="OLYMC"/> |
| 14:00 UTC−5 | 14:00 UTC−5    | |                            | | Minneapolis, Minnesota, USA Publik: 34 047<refname="OLYMC"/> | Minneapolis, Minnesota, USA Publik: 34 047<refname="OLYMC"/> |
| 14:00 UTC−5 | 14:00 UTC−5    | Charalambos Lykogiannis Mathieu Dossevi Dimitris Kolovos Gevorg Ghazaryan Avraam Papadopoulos Andreas Bouchalakis Thanasis Papazoglou | Straffsparksläggning 5 – 4 | David Silva Aleksandar Kolarov James Milner Scott Sinclair Bruno Zuculini John Guidetti Micah Richards | Minneapolis, Minnesota, USA Publik: 34 047<refname="OLYMC"/> | Minneapolis, Minnesota, USA Publik: 34 047<refname="OLYMC"/> |

|             | 2 augusti 2014 | AC Milan | 0 – 2           | Liverpool              | Bank of America Stadium                                         |                                                                 |
| 18:30 UTC−4 | 18:30 UTC−4    |          | (0 – 1) Rapport | 17′ Joe Allen 89′ Suso | Charlotte, North Carolina, USA Publik: 69 364<refname="MULIV"/> | Charlotte, North Carolina, USA Publik: 69 364<refname="MULIV"/> |
| 18:30 UTC−4 | 18:30 UTC−4    |          |                 |                        | Charlotte, North Carolina, USA Publik: 69 364<refname="MULIV"/> | Charlotte, North Carolina, USA Publik: 69 364<refname="MULIV"/> |
| 18:30 UTC−4 | 18:30 UTC−4    |          |                 |                        | Charlotte, North Carolina, USA Publik: 69 364<refname="MULIV"/> | Charlotte, North Carolina, USA Publik: 69 364<refname="MULIV"/> |

## Final
|             | 4 augusti 2013 | Manchester United                                | 3 – 1           | Liverpool                 | Sun Life Stadium                                                  |                                                                   |
| 20:00 UTC−4 | 20:00 UTC−4    | Wayne Rooney 55′ Juan Mata 57′ Jesse Lingard 88′ | (0 – 1) Rapport | 14′ (str.) Steven Gerrard | East Rutherford, New Jersey, USA Publik: 51 014<refname="MULIV"/> | East Rutherford, New Jersey, USA Publik: 51 014<refname="MULIV"/> |
| 20:00 UTC−4 | 20:00 UTC−4    |                                                  |                 |                           | East Rutherford, New Jersey, USA Publik: 51 014<refname="MULIV"/> | East Rutherford, New Jersey, USA Publik: 51 014<refname="MULIV"/> |
| 20:00 UTC−4 | 20:00 UTC−4    |                                                  |                 |                           | East Rutherford, New Jersey, USA Publik: 51 014<refname="MULIV"/> | East Rutherford, New Jersey, USA Publik: 51 014<refname="MULIV"/> |